# The Golden Fleece
Pour plus de détails, voir Fiche technique et Distribution.
The Golden Fleece est un film américain réalisé par Gilbert P. Hamilton, sorti en 1918.

## Synopsis
Jason quitte sa campagne et sa fiancée Rose pour se rendre à New York, où il espère vendre une invention dont il est l'auteur. Arrivé dans la grande ville, il tombe sur des escrocs. Après plusieurs péripéties, il arrivera à obtenir de l'argent de son invention, à retrouver Rose qui était partie à sa recherche et à retourner chez lui riche et heureux.

## Fiche technique
- Titre original : The Golden Fleece
- Réalisation : Gilbert P. Hamilton
- Scénario : George Elwood Jenks, d'après une nouvelle de Frederick Irving Anderson
- Photographie : Gilbert Warrenton
- Société de production : Triangle Film Corporation
- Société de distribution : Triangle Distributing Corporation
- Pays d'origine :  États-Unis
- Langue originale : anglais
- Format : noir et blanc — 35 mm — 1,37:1 — Film muet
- Genre : Comédie dramatique
- Durée : 50 minutes (5 bobines)
- Date de sortie :
  - États-Unis : 28 juillet 1918
- Licence : Domaine public

## Distribution
- Joseph Bennett : Jason
- Peggy Pearce : Rose
- Jack Curtis : Bainge
- Harvey Clark : Regelman
- Graham Pettie : Hiram